# 八边形
在幾何學中，八邊形，又稱八角形是指有八條邊和八個頂點的多邊形，其內角和為1080度。八邊形有很多種，其中對稱性最高的是正八邊形。其他的八邊形依照其類角的性質可以分成凸八邊形和非凸八邊形，其中凸八邊形代表所有內角角度皆小於180度。非凸八邊形可以在近一步分成凹八邊形和星形八邊形，其中星形八邊形是邊自我相交的八邊形。

## 性質

綠色四邊形是由一個八邊形每個稜外接（或內接）正方形，其幾何中心與對邊的稜外接（或內接）正方形的幾何中心連線中點構成，其具有對角線會垂直且等長的性質

所有八邊形都可以利用頂點切割成6個三角形，而每個三角形的內角和為180度，因此所有八邊形的內角和都是1080度。特別的，因為任意多邊形最終會繞一圈連回最初的點，因此所有外角的和等於圓周，因此所有多邊形的外角和都是360度。
若在一個任意八邊形的每個邊上都構造一個邊長與原八邊形相同的正方形，其中一個邊為八邊形的邊，且他們都統一在該八邊形的內部或外部，則每個正方形向對面正方形的幾何中心連心線的中間點所構成的四邊形其對角線會垂直且等長:Prop. 9。
而任意八邊形的中點八邊形，即把任意八邊形每個邊中點與相鄰邊中點連線成的八邊形，換句話說就是對偶八邊形，若將這種八邊形每個邊上都構造一個邊長與原八邊形相同的正方形，且他們都統一在該八邊形的內部或外部，則每個正方形向對面正方形的重心連心線的中點所構成的四邊形是正方形:Prop. 10。
任意八邊形都有這種性質，不論凸、非凸或複雜八邊形，但八條邊的複合圖形則除外。

## 正八邊形
正八邊形是指所有邊等長、所有角等角的八邊形，由八條相同長度的邊和八個相同大小的角構成，是一種正多邊形。正八邊形的內角是 3π/4 弧度，換算成角度是135度。在施萊夫利符號中用 {8} 來表示。由於正八邊形可看作是截去所有頂點的正方形，即截角的正方形，因此在施萊夫利符號中也可以計為 t{4}。而截角的八邊形為十六邊形，在施萊夫利符號計為 t{8}。正八邊形可以被分割成兩個梯形跟一個矩形，這種圖稱為八邊形-四邊形圖。

### 面積
對於一個已給定邊長a的正八邊形，其面積為：
{\displaystyle A=2\cot {\frac {\pi }{8}}a^{2}=2(1+{\sqrt {2}})a^{2}\simeq 4.828\,a^{2}}
若已知外接圓半徑為R，其面積為：
{\displaystyle A=4\sin {\frac {\pi }{4}}R^{2}=2{\sqrt {2}}R^{2}\simeq 2.828\,R^{2}.}
若已知內切圓半徑或邊心距為r，則其面積為：
{\displaystyle A=8\tan {\frac {\pi }{8}}r^{2}=8({\sqrt {2}}-1)r^{2}\simeq 3.314\,r^{2}.}
其面積也可以表示為：
{\displaystyle \,\!A=S^{2}-a^{2},}

正八邊形的面積可藉由截角正方形的方式計算

其中，S是八邊形的寬度，其值與次短對角線相等；a是邊長，或者某個底邊的長度。這個面積的公是十分容易證明。取一個正八邊形，在正八邊形外變化一個正方形，並確保正方形與正八邊形的其中四條邊部分重疊，然後將正方形四個直角依據正八邊形的邊長分割出四個等腰直角三角形。取下四個等腰直角三角形可以拼出一個邊長與正八邊形邊長相等的正方形
已知邊長為a，則其寬度S是
{\displaystyle S={\frac {a}{\sqrt {2}}}+a+{\frac {a}{\sqrt {2}}}=(1+{\sqrt {2}})a\approx 2.414a.}
然後面積為
{\displaystyle A=((1+{\sqrt {2}})a)^{2}-a^{2}=2(1+{\sqrt {2}})a^{2}\approx 4.828a^{2}.}
若以寬度來表示其面積，則為
{\displaystyle A=2({\sqrt {2}}-1)S^{2}\approx 0.828S^{2}.}
另外一個簡化的面積表示為
{\displaystyle \ A=2aS.}
若已知S，邊長a就能被確定，即上面將正方形切割成正八邊形的過程
{\displaystyle a\approx S/2.414.}
被切去的三角形的底邊長{\displaystyle e=a/{\sqrt {2}},}，也可以由S和a計算得：
{\displaystyle \,\!e=(S-a)/2.}

### 半徑
邊長為a的正八邊形外接圓半徑為：
{\displaystyle R=\left({\frac {\sqrt {4+2{\sqrt {2}}}}{2}}\right)a,}
內切圓半徑為：
{\displaystyle r=\left({\frac {1+{\sqrt {2}}}{2}}\right)a.}

### 構造
1. 先画一个圆，做一个内接正方形ABCD。
2. 过圆心O向任意一边（设为AB）做垂线并延长，延长线交圆O于E。
3. 分别以A,B为圆心，AE为半径画弧，交圆于E,F,G,H。
4. 连接EAFBGCHD，即为正八边形。

## 其他八邊形
除了正八邊形之外，還有多種不同的八邊形。例如常見的T字形、和「凹」字，就是一種凹八邊形。

### 星形八邊形
星形八邊形是一種非凸的八邊形，通常具有邊自我相交的性質
| {8/2} 2{4} | {8/3} | {8/4} 4{2} |  |  |

## 複八邊形
複八邊形是指位於{\displaystyle \mathbb {C} ^{2}}複希爾伯特平面由8條邊組成的複多邊形。由於複空間中的多邊形未必會邊數與頂點數相同，因此複八邊形與複八角形不一定等價。較知名的複八邊形為莫比烏斯－坎特八邊形。

### 莫比烏斯－坎特八邊形
莫比烏斯－坎特八邊形是一種由8個頂點和8條稜所組成的幾何結構，其在施萊夫利符號中可以用3{3}3來表示、在考克斯特記號中可以用來表示。與一般的八邊形不同，莫比烏斯－坎特八邊形位於複希爾伯特平面，且構成這種形狀的稜每個稜階連接了三個頂點，稱為三元稜或三元邊（Trion），這種幾何結構在施萊夫利符號中可以用3{}來表示。
| 考克斯特平面 | B4  | B4  | F4     |
| ------------ | --- | --- | ------ |
| 圖           |     |     |        |
| 對稱性       | [8] | [8] | [12/3] |

## 扭歪八邊形

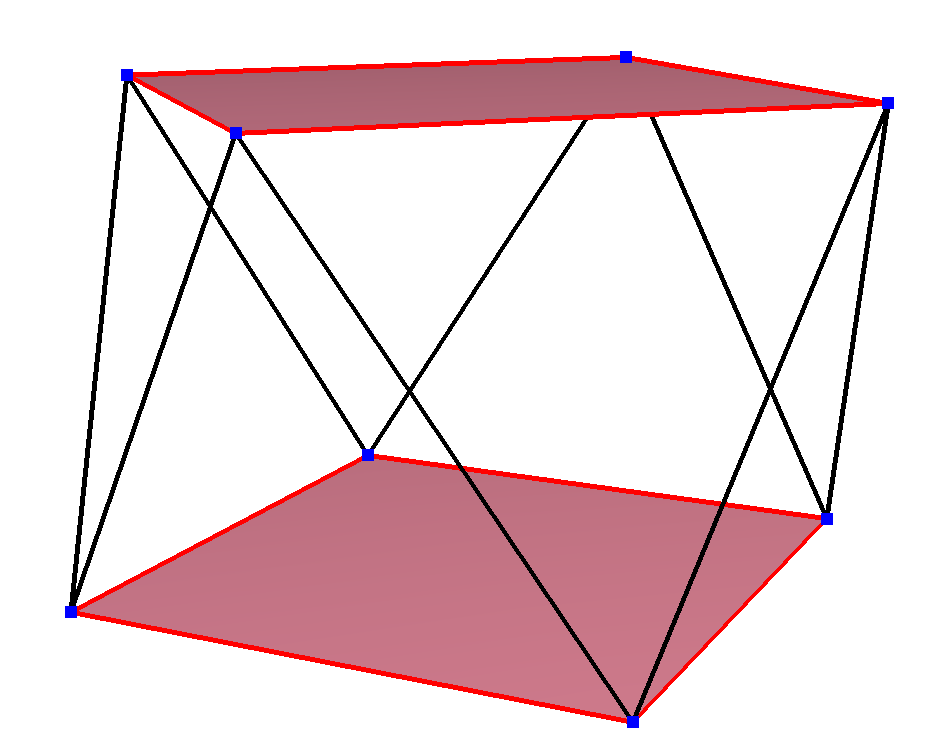
一個正扭歪八邊形，位於四角反柱的側面邊上，具有D_{4d}, [2^{+},8], (2*4)的對稱性，階數為16

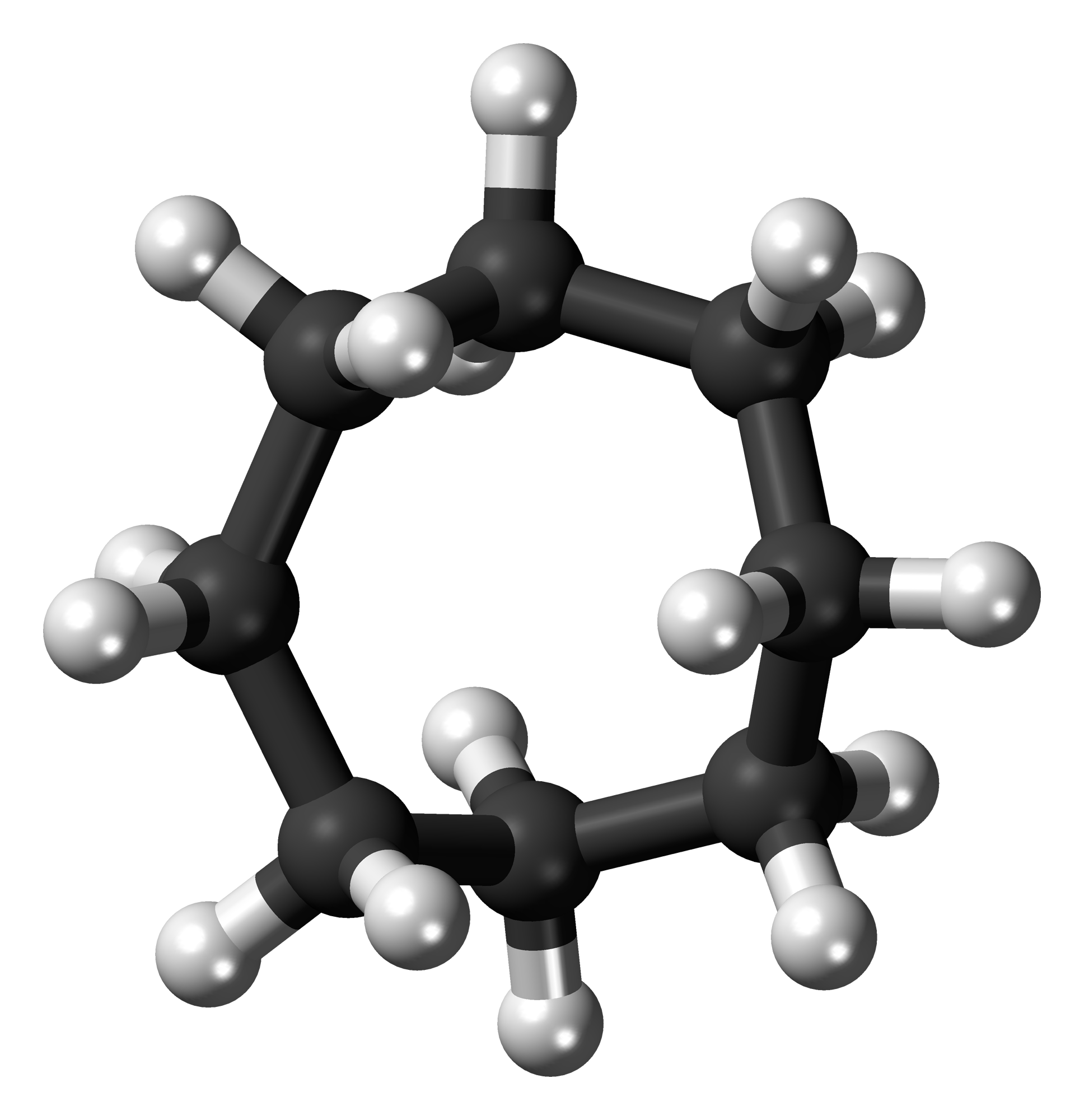
環辛烷的碳原子位置是一個扭歪八邊形

扭歪八邊形，又稱不共面八邊形，是指頂點並非完全共面的八邊形。
| 立方體, 正方形對角線 | 立方體 | 交叉立方體 |  |

### 皮特里多邊形
一些高維度多胞體的皮特里多邊形是扭歪八邊形。這些扭歪多邊形顯示於射影的A7、B4和D5考克斯特平面。
| A7           | D5           | B4         | B4       |
| ------------ | ------------ | ---------- | -------- |
| 七維正八胞體 | 五維半立方體 | 正十六胞體 | 超立方體 |

## 八邊形的對稱性
|                    |
| 八邊形的11種對稱性 |

正八邊形具有Dih8的二面體群對稱性，階數為16。九邊形的二面體群對稱群共有3個子群，他們分別為：Dih4、Dih2和Dih1；其循環群也有4個子群，他們分別為：Z8、Z4、Z2和Z1。
| r16 | r16 | r16 |
| d8  | g8  | p8  |
| d4  | g4  | p4  |
| d2  | g2  | p2  |
| a1  | a1  | a1  |
| --- | --- | --- |

## 圖
K8完全圖經常會被以正八邊形的圖形繪製來描述其28條連接邊。這個圖與七維正八胞體的正投影圖同為8個頂點和28條邊。
| 七維正八胞體 |

另外K8完全圖也顯示了八邊形的20條對角線。

## 使用

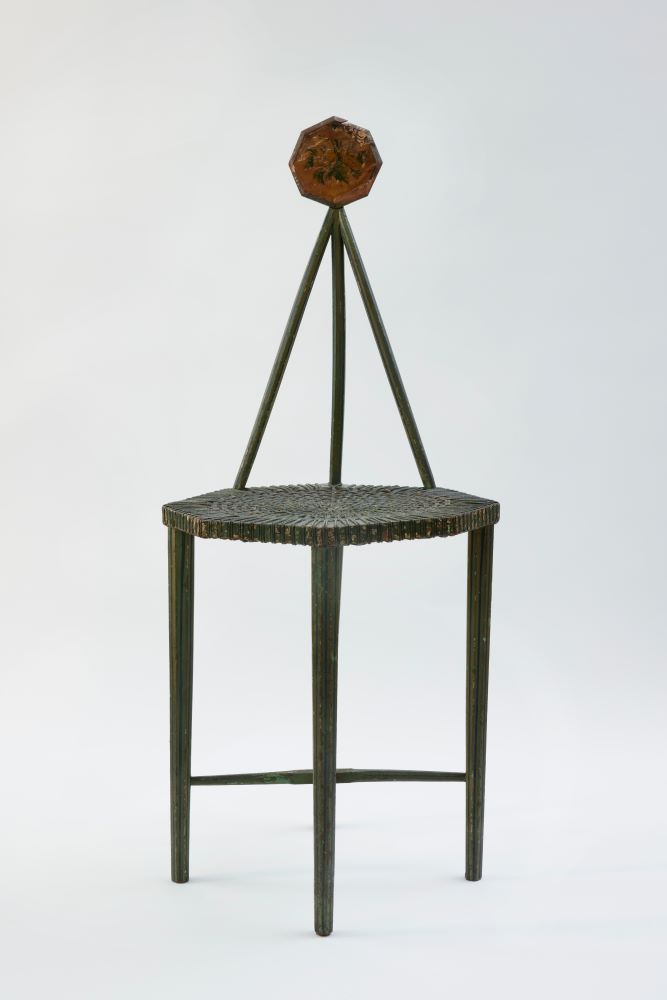
大廳椅子，1795年，具有八角形圖案和設計。座位是八角形的，後面有一個八角形的剪紙面板。椅子是綠色條紋的。展示於德文郡的 A la Ronde。

八邊形經常用在藝術品、建築物或產品設計上。例如八角門。在建築物主體上，八邊形通常會使建築物程八角柱，例如十三行博物館的主要建築物。在產品設計上，知名電腦公司蘋果公司曾以八邊形的形狀進行iPhone的設計。

## 外部連結
- 有關八邊形的介紹 （页面存档备份，存于）